# Cựu Đường thư
| Nhị thập tứ sử | Nhị thập tứ sử | Nhị thập tứ sử              | Nhị thập tứ sử |
| -------------- | -------------- | --------------------------- | -------------- |
| STT            | Tên sách       | Tác giả                     | Số quyển       |
| 1              | Sử ký          | Tư Mã Thiên                 | 130            |
| 2              | Hán thư        | Ban Cố                      | 100            |
| 3              | Hậu Hán thư    | Phạm Diệp                   | 120            |
| 4              | Tam quốc chí   | Trần Thọ                    | 65             |
| 5              | Tấn thư        | Phòng Huyền Linh (chủ biên) | 130            |
| 6              | Tống thư       | Thẩm Ước                    | 100            |
| 7              | Nam Tề thư     | Tiêu Tử Hiển                | 59             |
| 8              | Lương thư      | Diêu Tư Liêm                | 56             |
| 9              | Trần thư       | Diêu Tư Liêm                | 36             |
| 10             | Ngụy thư       | Ngụy Thâu                   | 114            |
| 11             | Bắc Tề thư     | Lý Bách Dược                | 50             |
| 12             | Chu thư        | Lệnh Hồ Đức Phân (chủ biên) | 50             |
| 13             | Tùy thư        | Ngụy Trưng (chủ biên)       | 85             |
| 14             | Nam sử         | Lý Diên Thọ                 | 80             |
| 15             | Bắc sử         | Lý Diên Thọ                 | 100            |
| 16             | Cựu Đường thư  | Lưu Hú (chủ biên)           | 200            |
| 17             | Tân Đường thư  | Âu Dương Tu, Tống Kỳ        | 225            |
| 18             | Cựu Ngũ Đại sử | Tiết Cư Chính (chủ biên)    | 150            |
| 19             | Tân Ngũ Đại sử | Âu Dương Tu (chủ biên)      | 74             |
| 20             | Tống sử        | Thoát Thoát (chủ biên)      | 496            |
| 21             | Liêu sử        | Thoát Thoát (chủ biên)      | 116            |
| 22             | Kim sử         | Thoát Thoát (chủ biên)      | 135            |
| 23             | Nguyên sử      | Tống Liêm (chủ biên)        | 210            |
| 24             | Minh sử        | Trương Đình Ngọc (chủ biên) | 332            |
| -              | Tân Nguyên sử  | Kha Thiệu Mân (chủ biên)    | 257            |
| -              | Thanh sử cảo   | Triệu Nhĩ Tốn (chủ biên)    | 529            |

Cựu Đường thư (tiếng Trung phồn thể: 舊唐書, giản thể: 旧唐书; bính âm: Jiù táng shū) là bộ sách lịch sử nằm trong 24 bộ chính sử Trung Quốc do sử quan Lưu Hú triều Hậu Tấn biên soạn. Bắt đầu vào năm Thiên Phúc thứ sáu (941) Tấn Cao Tổ Thạch Kính Đường đời Hậu Tấn lệnh cho Trương Chiêu Viễn và Giả Vĩ phụ trách việc biên soạn sách sử về nhà Đường, dưới sự giám sát sửa chữa của tể tướng Triệu Oánh. Đến năm Khai Vận thứ hai đời Tấn Xuất Đế (Thạch Trọng Quý), (945) thì sách viết xong, ban đầu sách có tên là Đường thư (唐書/唐书). Do khi đó Lưu Hú là tể tướng giám sát việc tu sửa, xuất bản nên người ta coi sách này là do ông chủ biên.
Các sách như Quận trai độc thư chí, Trực trai thư lục giải đề, Tống sử, thiên Nghệ văn chí cùng các bản khắc thời Nam Tống đều đề tên là Đường thư, về sau để phân biệt với bộ chính sử khác là Tân Đường thư do Âu Dương Tu thời Bắc Tống biên soạn mà đổi tên thành Cựu Đường thư. Tổng cộng sách có 200 quyển, bao gồm bản kỷ 20 quyển, chí 30 quyển và liệt truyện 150 quyển. Toàn sách ghi chép về lịch sử nhà Đường từ thời Đường Cao Tổ năm Vũ Đức nguyên niên (618) cho tới thời Đường Ai Đế năm Thiên Hữu thứ tư (907).

## Thời gian biên soạn và khái quát nội dung
Nội dung của Cựu Đường thư trước thời Trường Khánh (niên hiệu vua Đường Mục Tông) đa phần đều dựa vào các sách sử cũ thời Đường do các học giả Ngô Căng, Vi Thuật, Liễu Phương, Vu Hưu Liệt và Lệnh Hồ Hoàn viết nên, nguồn tài lệu khá phong phú, nhưng nội dung từ sau thời Trường Khánh tương đối giản lược sơ sót, khiến cho nội dung khá rườm rà và rối rắm. Gây không ít khó khăn cho các nhà nghiên cứu lịch sử nhà Đường khi muốn tiếp cận nội dung của bộ sách.
Thời gian biên soạn Cựu Đường thư khá ngắn ngủi. Học giả Nghiêm Lệ thời Bắc Tống từng phê bình bộ chính sử này như sau: "Kỷ cương và thứ bậc không theo đúng phép tắc, bỏ qua tính kỹ lưỡng và giản lược, làm cho văn tài không được rõ ràng, khiến cho sự thật rơi rụng dần", thậm chí có khi sắp xếp tình huống của hai truyện, như quyển 101, 187 Trung nghĩa truyện đã có Vương Cầu Lễ, quyển 59 Khâu Hòa phụ truyện, quyển 186 thượng Khốc lại truyện đã có Khâu Thần Tích, quyển 102 Vi Thuật phụ truyện, quyển 190 hạ Văn uyển truyện đã có Tiêu Dĩnh Sĩ, lại như quyển 99 phụ truyện, quyển 171 đã có Trương Trọng Phương, quyển 198 thượng Tào Hiến phụ truyện, quyển 190 trong Lý Ung truyện có kèm thêm phần truyện Lý Thiện. Về cơ bản thì bộ Cựu Đường thư chỉ là sao chép lại các sách sử về nhà Đường, vốn có liên quan đến các bộ văn kiện và trích dẫn khác như Quốc sử, Thực lục cùng các tài liệu và công văn cuối thời Đường, rất nhiều chữ như "Đại Đường", "Bản Triều", "Kim Thượng" vẫn được giữ nguyên; từ sau Đường Vũ Tông là các vua Tuyên Tông, Ý Tông, Hy Tông, Chiêu Tông và Ai Đế thời Ngũ Đại, nhưng không để dưới Thực Lục, mà chỉ bắt chước chọn những cái tạp nhạp đều nghe tin gia truyền từ các sách như Đường niên bổ lục và Đường mạt tam triều văn kiến lục. 
Nguồn sử liệu bảo tồn trong Cựu Đường thư đều mang giá trị nhất định. Ví như bài Thảo Tùy Dạng đế hịch văn của Lý Mật trong Tùy thư và Lý Mật truyện trong Tân Đường thư đều không ghi chép, chỉ có trong Cựu Đường thư thì vẫn còn giữ nguyên. Nhưng vì tài liệu văn kiện thời trước Cựu Đường thư đã hoàn chỉnh, tài liệu tỉ mỉ xác thực, tự sự chi tiết rõ ràng, chữ viết ngắn gọn có hồn, rất được đời sau xem trọng, như Quách Tử Nghi truyện đã có lời khen như sau: đầu đuôi gọn gàng, không một từ thừa, do đó có thể biết được bậc kỳ tài của sử quan nhà Đường là ở văn học vậy. Giả Đam truyện được chọn đưa vào trong sách Lũng Hữu sơn nam đồ và Hải nội hoa di đồ, là nguồn tư liệu quý giá nhất trong mảng địa lý Trung Quốc. Cựu Đường thư còn được xem như một kho sử liệu đồ sộ ghi chép về các dân tộc thiểu số Trung Quốc, như chuyện Văn Thành Công chúa và Kim Thành Công chúa vào đất Tây Tạng đã được đưa vào kho tàng di tích lịch sử Trung Quốc, Bên cạnh đó còn cung cấp một số tài liệu về các dân tộc ngoài Trung Hoa khi đó như Đột Quyết, Hồi Hột, Thổ Phiên, Khiết Đan.
Học giả Cố Viêm Vũ đời Minh mạt Thanh sơ từng nói: "(Cựu Đường thư) tuy phải lội giữa hàng chữ dày đặc, song sự tích rõ ràng, đầu đuôi đâu ra đấy, cũng rất đáng xem." Tác giả Lý Từ Minh trong Việt Man đường độc thư ký cũng cho hay: bàn luận (Cựu Đường thư), thì khen ngợi hết lời như vớ được người đẹp. Sử gia Tư Mã Quang thời Bắc Tống khi biên soạn sách Tư trị thông giám, phần nhiều lại lấy Cựu Đường thư làm chủ thể, cân nhắc về tính hoàn chỉnh của sử liệu thì Tân Đường thư đều không thể thay thế địa vị của Cựu Đường thư. Do đó Cựu Đường thư được giới nghiên cứu và sử học coi là một kiệt tác lịch sử trong Nhị thập tứ sử.
Cuốn sách này, cùng với bộ Tân Đường thư, Tư trị thông giám và Thông điển là nguồn sử liệu chính yếu góp phần cho các hoạt động nghiên cứu về văn hoá, chính trị, quân sự và kinh tế thời kì nhà Đường. 

## Khái niệm chủ yếu
- "Hoa triêu nguyệt tịch" (Hoa sáng, trăng chiều): Sách Cựu Đường thư, truyện La Hoằng Tín (羅弘信傳): Mỗi hoa triêu nguyệt tịch, dữ Tân Tá phú vịnh, thậm hữu tình trí  (每花朝月夕、與賓佐賦詠、甚有情致), nghĩa là "Mỗi thời gian hoa sáng, trăng chiều, đọc thơ với Tân Tá, rất có ý vị".

## Mục lục

### Bản kỷ
- Bản kỷ 1 – Cao Tổ
- Bản kỷ 2 – Thái Tông thượng
- Bản kỷ 3 – Thái Tông hạ
- Bản kỷ 4 – Cao Tông thượng
- Bản kỷ 5 – Cao Tông hạ
- Bản kỷ 6 – Tắc Thiên hoàng hậu
- Bản kỷ 7 – Trung Tông, Duệ Tông
- Bản kỷ 8 – Huyền Tông thượng
- Bản kỷ 9 – Huyền Tông hạ
- Bản kỷ 10 – Túc Tông
- Bản kỷ 11 – Đại Tông
- Bản kỷ 12 – Đức Tông thượng
- Bản kỷ 13 – Đức Tông hạ
- Bản kỷ 14 – Thuận Tông, Hiến Tông thượng
- Bản kỷ 15 – Hiến Tông hạ
- Bản kỷ 16 – Mục Tông
- Bản kỷ 17 – Kính Tông, Văn Tông thượng
- Bản kỷ 18 – Văn Tông hạ
- Bản kỷ 19 – Vũ Tông
- Bản kỷ 20 – Tuyên Tông
- Bản kỷ 21 – Ý Tông
- Bản kỷ 22 – Hy Tông
- Bản kỷ 23 – Chiêu Tông
- Bản kỷ 24 – Ai Đế

### Chí
- Chí 1 – Lễ nghi 1
- Chí 2 – Lễ nghi 2
- Chí 3 – Lễ nghi 3
- Chí 4 – Lễ nghi 4
- Chí 5 – Lễ nghi 5
- Chí 6 – Lễ nghi 6
- Chí 7 – Lễ nghi 7
- Chí 8 – Âm nhạc 1
- Chí 9 – Âm nhạc 2
- Chí 10 – Âm nhạc 3
- Chí 11 – Âm nhạc 4
- Chí 12 – Lịch 1
- Chí 13 – Lịch 2
- Chí 14 – Lịch 3
- Chí 15 – Thiên văn thượng
- Chí 16 – Thiên văn hạ
- Chí 17 – Ngũ hành
- Chí 18 – Địa lý 1
- Chí 19 – Địa lý 2
- Chí 20 – Địa lý 3
- Chí 21 – Địa lý 4
- Chí 22 – Chức quan 1
- Chí 23 – Chức quan 2
- Chí 24 – Chức quan 3
- Chí 25 – Dư phục
- Chí 26 – Kinh tịch thượng
- Chí 27 – Kinh tịch hạ
- Chí 28 – Thực hóa thượng
- Chí 29 – Thực hóa hạ
- Chí 30 – Hình pháp

### Liệt truyện
- Liệt truyện 1 – Hậu phi truyện thượng – Cao Tổ Thái Mục hoàng hậu Đậu thị, Thái Tông Văn Đức hoàng hậu Trưởng Tôn thị, Hiền phi Từ thị, Cao Tông Phế hậu Vương thị, Trung Tông Hòa Tư hoàng hậu Triệu thị, Trung Tông Vi Thứ nhân, Thượng Quan Chiêu dung, Duệ Tông Túc Minh hoàng hậu Lưu thị, Duệ Tông Chiêu Thành hoàng hậu Đậu thị, Huyền Tông Phế hậu Vương thị, Huyền Tông Trinh Thuận hoàng hậu Võ thị, Huyền Tông Dương Quý phi
- Liệt truyện 2 – Hậu phi truyện hạ - Huyền Tông Nguyên Hiến hoàng hậu Dương thị, Túc Tông Trương hoàng hậu, Túc Tông Vi phi, Túc Tông Chương Kính hoàng hậu Ngô thị, Đại Tông Duệ Chân hoàng hậu Thẩm thị, Đại Tông Thôi phi, Đại Tông Trinh Ý hoàng hậu Độc Cô thị, Đức Tông Chiêu Đức hoàng hậu Vương thị, Đức Tông Vi Hiền phi, Thuận Tông Trang Hiến hoàng hậu Vương thị, Hiến Tông Ý An hoàng hậu Quách thị, Hiến Tông Hiếu Minh hoàng hậu Trịnh thị, Nữ Học sĩ Thượng Cung Tống thị, Mục Tông Cung Hy hoàng hậu Vương thị, Kính Tông Quách Quý phi, Mục Tông Trinh Hiến hoàng hậu Tiêu thị, Mục Tông Tuyên Ý hoàng hậu Vi thị, Vũ Tông Vương Hiền phi, Tuyên Tông Nguyên Chiêu hoàng hậu Triều thị, Ý Tông Huệ An hoàng hậu Vương thị, Chiêu Tông Tích Thiện hoàng hậu Hà thị
- Liệt truyện 3 – Lý Mật truyện
- Liệt truyện 4 – Vương Thế Sung, Đậu Kiến Đức truyện
- Liệt truyện 5 – Tiết Cử, Lý Quỹ, Lưu Vũ Chu, Cao Khai Đạo, Lưu Hắc Thát truyện
- Liệt truyện 6 – Tiêu Tiển, Đỗ Phục Uy, Phụ Công Thạch, Thẩm Pháp Hưng, Lý Tử Thông, La Nghệ, Lương Sư Đô truyện
- Liệt truyện 7 – Bùi Tịch, Lưu Văn Tĩnh truyện
- Liệt truyện 8 – Đường Kiệm, Trưởng Tôn Thuận Đức, Lưu Hoằng Cơ, Ân Kiệu, Lưu Chính Hội, Sài Thiệu, Võ Sĩ Hoạch truyện
- Liệt truyện 9 – Khuất Đột Thông, Nhậm Hoàn, Khâu Hòa, Hứa Thiệu, Lý Tập Chí, Khương Mô truyện
- Liệt truyện 10 – Tông thất – Vĩnh An vương Hiếu Cơ, Hoài An vương Thần Thông, Tương Ấp vương Thần Phù, Trường Bình vương Thúc Lương, Tương Vũ vương Sâm, Hà Gian vương Hiếu Cung, Lư Giang vương Viện, Hoài Dương vương Đạo Huyền, Giang Hạ vương Đạo Tông, Lũng Tây vương Bác Nghệ truyện
- Liệt truyện 11 – Ôn Đại Nhã, Trần Thúc Đạt, Đậu Uy, Đậu Uẩn, Đậu Quỹ, Đậu Kháng truyện
- Liệt truyện 12 – Lý Cương, Trịnh Thiện Quả, Dương Cung Nhân, Hoàng Phủ Vô Dật, Lý Đại Lượng truyện
- Liệt truyện 13 – Phong Luân, Tiêu Vũ, Bùi Củ, Vũ Văn Sĩ Cập truyện
- Liệt truyện 14 – Cao Tổ chư tử – Ẩn Thái tử Kiến Thành, Vệ vương Huyền Bá, Sào vương Nguyên Cát, Sở vương Trí Vân, Kinh vương Nguyên Cảnh, Hán vương Nguyên Xương, Phong vương Nguyên Hanh, Chu vương Nguyên Phương, Từ vương Nguyên Lễ, Hàn vương Nguyên Gia, Bành vương Nguyên Tắc, Trịnh vương Nguyên Ý, Hoắc vương Nguyên Quỹ, Quắc vương Phượng, Đạo vương Nguyên Khánh, Đặng vương Nguyên Dụ, Thư vương Nguyên Danh, Lỗ vương Linh Quỳ, Giang vương Nguyên Tường, Mật vương Nguyên Hiểu, Đằng vương Nguyên Anh truyện
- Liệt truyện 15 – Cao Sĩ Liêm, Trưởng Tôn Vô Kị truyện
- Liệt truyện 16 – Phòng Huyền Linh, Đỗ Như Hối truyện
- Liệt truyện 17 – Lý Tĩnh, Lý Tích truyện
- Liệt truyện 18 – Uất Trì Kính Đức, Tần Thúc Bảo, Trình Tri Tiết, Đoạn Chí Huyền, Trương Công Cẩn truyện
- Liệt truyện 19 – Hầu Quân Tập, Trương Lượng, Tiết Vạn Triệt, Tiết Vạn Quân truyện
- Liệt truyện 20 – Vương Khuê, Đới Trụ, Sầm Văn Bản, Đỗ Chính Luân truyện
- Liệt truyện 21 – Ngụy Trưng truyện
- Liệt truyện 22 – Ngu Thế Nam, Lý Bách Ước, Chử Lượng truyện
- Liệt truyện 23 – Tiết Thu, Diêu Tư Liêm, Nhan Sư Cổ, Lệnh Hồ Đức Phân, Khổng Dĩnh Đạt truyện
- Liệt truyện 24 – Lưu Kịp, Mã Chu, Thôi Nhân Sư truyện
- Liệt truyện 25 – Tô Thế Trường, Vi Vân Khởi, Tôn Phục Già, Trương Huyền Tố truyện
- Liệt truyện 26 – Thái Tông chư tử - Hằng Sơn vương Thừa Càn, Sở vương Khoan, Ngô vương Khác, Bộc vương Thái, Thứ nhân Hữu, Thục vương Âm, Tưởng vương Uẩn, Việt vương Trinh, Kỷ vương Thận, Giang vương Hiêu, Đại vương Giản, Triệu vương Phúc, Tào vương Minh truyện
- Liệt truyện 27 – Vi Đĩnh, Dương Toản, Lưu Đức Uy, Diêm Lập Đức, Liễu Hanh, Thôi Nghị Huyền truyện
- Liệt truyện 28 – Vu Chí Ninh, Cao Quý Phụ, Trương Hành Thành truyện
- Liệt truyện 29 – Tổ Hiếu Tôn, Phó Nhân Quân, Phó Dịch, Lý Thuần Phong, Lữ Tài truyện
- Liệt truyện 30 – Chử Toại Lương, Hàn Viện, Lai Tể, Thượng Quan Nghi truyện
- Liệt truyện 31 – Thôi Đôn Lễ, Lư Thừa Khánh, Lưu Tường Đạo, Lý Kính Huyền, Lý Nghị Diễm, Tôn Xử Ước, Lạc Ngạn Vĩ, Triệu Nhân Bản truyện
- Liệt truyện 32 – Hứa Kính Tông, Lý Nghị Phủ truyện
- Liệt truyện 33 – Quách Hiếu Khác, Trương Kiệm, Tô Định Phương, Tiết Nhân Quý, Trình Vụ Đĩnh, Trương Sĩ Quý, Triệu Đạo Hưng truyện
- Liệt truyện 34 – Lưu Nhân Quỹ, Hác Xứ Tuấn, Bùi Hành Kiệm truyện
- Liệt truyện 35 – Đường Lâm, Trương Văn Quán, Từ Hữu Công truyện
- Liệt truyện 36 – Cao Tông, Trung Tông chư tử - Yên vương Trung, Nguyên vương Hiếu, Trạch vương Thượng Kim, Hứa vương Tố Tiết, Hiếu Kính Hoàng đế Hoằng, Chương Hoài Thái tử Hiền, Ý Đức Thái tử Trọng Nhuận, Thứ nhân Trọng Phúc, Tiết Mẫn Thái tử Trọng Tuấn, Thương đế Trọng Mậu truyện
- Liệt truyện 37 – Bùi Viêm, Lưu Y Chi, Ngụy Huyền Đồng, Lý Chiêu Đức truyện
- Liệt truyện 38 – Vi Tư Khiêm, Lục Nguyên Phương, Tô Hoàn truyện
- Liệt truyện 39 – Địch Nhân Kiệt, Vương Phương Khánh, Diêu Thọ truyện
- Liệt truyện 40 – Vương Cập Thiện, Đỗ Cảnh Kiệm, Chu Kính Tắc, Dương Tái Tư, Lý Hoài Viễn, Đậu Lư Khâm Vọng truyện
- Liệt truyện 41 – Hoàn Ngạn Phạm, Kính Huy, Thôi Huyền Vĩ, Trương Giản Chi, Viên Thứ Kỷ truyện
- Liệt truyện 42 – Ngụy Nguyên Trung, Vi An Thạch, Tiêu Chí Trung truyện
- Liệt truyện 43 – Lâu Sư Đức, Vương Hiếu Kiệt, Đường Hưu Cảnh, Trương Nhân Nguyện, Tiết Nột, Vương Tuấn truyện
- Liệt truyện 44 – Tô Vị Đạo, Lý Kiệu, Thôi Dung, Lư Tàng Dụng, Từ Ngạn Bá truyện
- Liệt truyện 45 – Duệ Tông chư tử - Nhượng Hoàng đế Hiến, Huệ Trang Thái tử Huy, Huệ Văn Thái tử Phạm, Huệ Tuyên Thái tử Nghiệp, Tùy vương Long Đễ truyện
- Liệt truyện 46 – Diêu Sùng, Tống Cảnh truyện
- Liệt truyện 47 – Lưu U Cầu, Chung Thiệu Kinh, Quách Nguyên Chấn, Trương Thuyết truyện
- Liệt truyện 48 – Ngụy Tri Cổ, Lư Hoài Thận, Nguyên Can Diệu, Lý Nguyên Hoành, Đỗ Xiêm, Hàn Hưu, Bùi Diệu Khanh truyện
- Liệt truyện 49 – Thôi Nhật Dụng, Trương Gia Trinh, Tiêu Tung, Trương Cửu Linh, Lý Thích Chi, Nghiêm Đĩnh Chi truyện
- Liệt truyện 50 – Duẫn Tư Trinh, Lý Kiệt, Giải Uyển, Tất Cấu, Tô Hướng・Trịnh Duy Trung, Vương Chí Âm, Lư Tùng Nguyện, Lý Triều Ẩn, Bùi Thôi, Vương Khâu truyện
- Liệt truyện 51 – Lý Nghệ, Tiết Đăng, Vi Thấu, Hàn Tư Phục, Trương Đình Khuê, Vương Cầu Lễ, Tân Thế Phủ truyện
- Liệt truyện 52 – Mã Hoài Tố, Lưu Tử Huyền, Từ Kiên, Nguyên Hành Trùng, Ngô Căng, Vi Thuật truyện
- Liệt truyện 53 – Quách Kiền Quán, Quách Tri Vận, Vương Quân Xước・Trương Thủ Khuê, Ngưu Tiên Khách, Vương Trung Tự truyện
- Liệt truyện 54 – Cao Tiên Chi, Phong Thường Thanh, Kha Thư Hàn truyện
- Liệt truyện 55 – Vũ Văn Dung, Vi Kiên, Dương Thận Căng, Vương Hồng truyện
- Liệt truyện 56 – Lý Lâm Phủ, Dương Quốc Trung, Trương Vĩ, Vương Cư, Vương Mao Trọng truyện
- Liệt truyện 57 – Huyền Tông chư tử - Tĩnh Đức Thái tử Tông, Thứ nhân Anh, Lệ vương Diễm, Thứ nhân Dao, Tĩnh Cung Thái tử Uyển, Thứ nhân Cư, Hạ Điệu vương Nhất, Nghi vương Toại, Toánh vương Kiểu, Hoài Ai vương Mẫn, Vĩnh vương Lân, Thọ vương Mạo, Duyên vương Phân, Thịnh vương Kỳ, Tể vương Hoàn, Tín vương Hoàng, Nghị vương Thử, Trần vương Khuê, Phong vương Củng, Hằng vương Thiến, Lương vương Tuyền, Biện Ai vương Kính truyện
- Liệt truyện 58 – Vi Kiến Tố, Thôi Viên, Thôi Hoán, Đỗ Hồng Tiệm truyện
- Liệt truyện 59 – Bằng Áng, A Sử Na Xã Nhĩ, Khế Bật Hà Lực, Hắc Xỉ Thường Chi, Lý Đa Tộ, Lý Tự Nghiệp, Bạch Hiếu Đức truyện
- Liệt truyện 60 – Lý Quang Bật, Vương Tư Lễ, Đặng Cảnh Sơn, Tân Vân Kinh truyện
- Liệt truyện 61 – Thôi Quang Viễn, Phòng Quản, Trương Hạo, Cao Quát, Sướng Thôi truyện
- Liệt truyện 62 – Lý Cảo, Lý Lân, Lý Quốc Trinh, Lý Hoàn, Lý Cự truyện
- Liệt truyện 63 – Miêu Tấn Khanh, Bùi Miện, Bùi Tuân Khánh truyện
- Liệt truyện 64 – Lỗ Quýnh, Bùi Nhung, Lai Thiến, Chu Trí Quang truyện
- Liệt truyện 65 – Thôi Khí, Triệu Quốc Trân, Thôi Quán, Kính Quát, Vi Nguyên Phủ, Ngụy Thiểu Du, Vệ Bá Ngọc, Lý Thừa truyện
- Liệt truyện 66 – Túc Tông Đại Tông chư tử - Việt vương Hệ, Thừa Thiên Hoàng đế Đàm, Vệ vương Tất, Bành vương Cần, Duyện vương Giản, Kính vương Đình, Vận vương Vinh, Tương vương Quang, Kỷ vương Thùy, Triệu vương Ty, Cung Ý Thái tử Thiệu, Định vương Đồng, Hoài Dương vương Hy, Chiêu Tĩnh Thái tử Mạc, Quân vương Hà, Mục vương Thuật, Đan vương Du, Ân vương Liên, Hàn vương Huýnh, Giản vương Cấu, Ích vương Nãi, Tùy vương Tấn, Kinh vương Tuyển, Thục vương Tố, Hãn vương Tạo, Thiều vương Xiêm, Gia vương Vận, Đoan vương Ngộ, Tuần vương Duật, Cung vương Thông, Nguyên vương Quỳ, Nhã vương Dật truyện
- Liệt truyện 67 – Nghiêm Vũ, Quách Anh Nghệ, Thôi Trữ, Nghiêm Chấn, Nghiêm Lệ truyện
- Liệt truyện 68 – Nguyên Tái, Vương Tấn, Dương Viêm, Lê Can, Dữu Chuẩn truyện
- Liệt truyện 69 – Dương Oản, Thôi Hữu Phủ, Thường Cổn truyện
- Liệt truyện 70 – Quách Tử Nghi truyện
- Liệt truyện 71 – Bộc Cố Hoài Ân, Lương Sùng Nghị, Lý Hoài Quang truyện
- Liệt truyện 72 – Trương Hiến Thành, Lộ Tự Cung, Khúc Hoàn, Thôi Hán Hành, Dương Triều Thịnh, Phàn Trạch, Lý Thúc Minh, Bùi Trụ truyện
- Liệt truyện 73 – Lưu Yến, Đệ Ngũ Kỳ, Ban Hoành, Vương Thiệu, Lý Tốn truyện
- Liệt truyện 74 – Tiết Tung, Lệnh Hồ Chương, Điền Thần Công, Hầu Hy Dật, Lý Chính Kỷ truyện
- Liệt truyện 75 – Trương Dật, Lưu Tùng Nhất, Tiêu Phục, Liễu Hồn truyện
- Liệt truyện 76 – Lý Quỹ, Lý Hàm, Trần Thiểu Du, Lư Nhạc, Bùi Tư truyện
- Liệt truyện 77 – Diêu Lệnh Ngôn, Trương Quang Thịnh, Nguyên Hưu, Kiều Lâm, Trương Thiệp, Tưởng Trấn, Hồng Kinh Luân, Bành Yển truyện
- Liệt truyện 78 – Đoạn Tú Thực, Nhan Chân Khanh truyện
- Liệt truyện 79 – Hàn Hoảng, Trương Diên Thưởng truyện
- Liệt truyện 80 – Vương Tự, Lý Tất, Thôi Tạo, Quan Bá truyện
- Liệt truyện 81 – Lý Miễn, Lý Cao truyện
- Liệt truyện 82 – Lý Bão Ngọc, Lý Bão Chân, Vương Kiền Hưu, Lư Tùng Sử, Lý Bồng, Lý Trừng truyện
- Liệt truyện 83 – Lý Thạnh truyện
- Liệt truyện 84 – Mã Toại, Hồn Giang truyện
- Liệt truyện 85 – Lư Kỷ, Bạch Chí Trinh, Bùi Diên Linh, Vi Cừ Mưu, Lý Tề Vận, Lý Thực, Vi Chấp Nghị, Vương Thúc Văn, Trình Dị, Hoàng Phủ Bác truyện
- Liệt truyện 86 – Đậu Tham, Tề Ánh, Lưu Tư, Lư Mại, Thôi Tổn, Tề Kháng truyện
- Liệt truyện 87 – Từ Hạo, Triệu Quyên, Lưu Thái Chân, Lý Thư, Thiệu Thuyết, Vu Thiệu, Thôi Nguyên Hàn, Vu Công Dị, Lữ Vị, Trịnh Vân Quỳ, Lý Ích, Lý Hạ truyện
- Liệt truyện 88 – Triệu Cảnh, Vi Luân, Giả Đam, Khương Công Phụ truyện
- Liệt truyện 89 – Lục Chí truyện
- Liệt truyện 90 – Vi Cao, Trương Kiến Phong, Lư Quần truyện
- Liệt truyện 91 – Điền Thừa Tự, Điền Hoằng Chính, Trương Hiếu Trung truyện
- Liệt truyện 92 – Lý Bảo Thần, Vương Vũ Tuấn, Vương Đình Thấu truyện
- Liệt truyện 93 – Lý Hoài Tiên, Chu Thao, Lưu Phanh, Trình Nhật Hoa, Lý Toàn Lược truyện
- Liệt truyện 94 – Thượng Khả Cô, Lý Quan, Đới Hưu Nhan, Dương Huệ Nguyên, Lý Nguyên Lượng, Hàn Du Côi, Cổ Ẩn Lâm, Đỗ Hy Toàn, Úy Trì Thắng, Hình Quân Nha, Dương Triều Thịnh, Trương Kính Tắc truyện
- Liệt truyện 95 – Lưu Huyền Tả, Đổng Tấn, Lục Trường Nguyên, Lưu Toàn Lượng, Lý Trung Thần, Lý Hy Liệt, Ngô Thiểu Thành truyện
- Liệt truyện 96 – Tiết Bá, Bảo Phòng, Lý Tự Lương, Lý Thuyết, Nghiêm Thụ, Tiêu Hân, Đỗ Á, Vương Vĩ, Lý Nhược Sơ, Vu Kỳ, Lư Chinh, Dương Bằng, Trịnh Nguyên, Đỗ Kiêm, Bùi Phân, Tiết Phi truyện
- Liệt truyện 97 – Đỗ Hoàng Thường, Cao Dĩnh, Đỗ Hữu truyện
- Liệt truyện 98 – Bùi Kỷ, Lý Cát Phủ, Lý Phiên, Quyền Đức Dư truyện
- Liệt truyện 99 – Vu Hưu Liệt, Lệnh Hồ Hoàn, Quy Sùng Kính, Hề Trắc, Trương Tiến, Tưởng Nghệ, Liễu Đăng, Thẩm Truyền Sư truyện
- Liệt truyện 100 – Đức Tông, Thuận Tông chư tử - Thư vương Nghị, Thông vương Kham, Kiền vương Lượng, Túc vương Tường, Văn Kính Thái tử Nguyên, Tư vương Khiêm, Đại vương Nhân, Chiêu vương Giới, Khâm vương Ngạc, Trân vương Hàm, Đàm vương Kinh Đẳng truyện
- Liệt truyện 101 – Cao Sùng Văn, Y Thận, Chu Trung Lượng, Lưu Xương Duệ, Phạm Hy Triều, Vương Ngạc, Diêm Cự Nguyên, Mạnh Nguyên Dương, Triệu Xương truyện
- Liệt truyện 102 – Mã Lân, Hác Đình Ngọc, Vương Thê Diệu, Lưu Xương, Lý Cảnh Lược, Trương Vạn Phúc, Cao Cố, Hác Thử, Đoạn Tả, Sử Kính Phụng truyện
- Liệt truyện 103 – Diêu Nam Trọng, Lưu Nãi, Viên Cao, Đoạn Bình Trọng, Tiết Tồn Thành, Lư Thản truyện
- Liệt truyện 104 – Khổng Sào Phụ, Hứa Mạnh Dung, Lữ Nguyên Ưng, Lưu Thê Sở, Trương Túc, Hùng Vọng, Bách Kỳ truyện
- Liệt truyện 105 – Mục Chữ, Thôi Bân, Đậu Quần, Lý Tốn, Tiết Nhung truyện
- Liệt truyện 106 – Vu Địch, Hàn Hoằng, Vương Trí Hưng truyện
- Liệt truyện 107 – Vương Hoằng, Si Sĩ Mỹ, Lý Dung, Tân Bí, Mã Tổng, Vi Hoằng Cảnh, Vương Ngạn Uy truyện
- Liệt truyện 108 – Vũ Nguyên Hành, Trịnh Dư Khánh, Vi Quán Chi truyện
- Liệt truyện 109 – Vệ Thứ Công, Trịnh Nhân, Vi Xử Hậu, Thôi Quần, Lộ Tùy truyện
- Liệt truyện 110 – Hàn Dũ, Trương Tịch, Mạnh Giao, Đường Cù, Lý Ngao, Vũ Văn Tịch, Lưu Vũ Tích, Liễu Tông Nguyên, Vi Từ truyện
- Liệt truyện 111 – Lý Quang Tiến, Ô Trọng Dận, Vương Phái, Lý Hồng, Lý Hữu, Đổng Trọng Chất, Dương Nguyên Khanh, Lưu Ngộ, Lưu Miện, Thạch Hùng truyện
- Liệt truyện 112 – Phan Mạnh Dương, Lý Tiêu, Vương Toại, Tào Hoa, Vi Thụ, Trịnh Quyền, Lư Sĩ Mân, Hàn Toàn Nghị, Cao Hà Ngụ, Cao Vũ, Thôi Nhung, Lục Tuyên, Trương Chính phủ truyện
- Liệt truyện 113 – Mạnh Giản, Hồ Chứng, Thôi Nguyên Lược, Đỗ Nguyên Dĩnh, Thôi Hoằng Lễ, Lý Ngu Trọng, Vương Chất, Lư Giản Từ truyện
- Liệt truyện 114 – Vương Bá, Lý Giáng, Dương Ư Lăng truyện
- Liệt truyện 115 – Vi Hạ Khanh, Vương Chính Nhã, Liễu Công Xước, Thôi Huyền Lượng, Ôn Tạo, Quách Thừa Hỗ, Ân Hựu, Từ Hối truyện
- Liệt truyện 116 – Nguyên Chấn, Bạch Cư Dị truyện
- Liệt truyện 117 – Triệu Tông Nho, Đậu Dịch Trực, Lý Phùng Cát, Đoạn Văn Xương, Tống Thân Tích, Lý Trình truyện
- Liệt truyện 118 – Vi Ôn, Độc Cô Uất, Tiễn Huy, Cao Dặc, Bằng Túc, Phong Ngao truyện
- Liệt truyện 119 – Lý Huấn, Trịnh Chú, Vương Nhai, Vương Phan, Giả Tốc, Thư Nguyên Dư, Quách Hành Dư, La Lập Ngôn, Lý Hiếu Bản truyện
- Liệt truyện 120 – Bùi Độ truyện
- Liệt truyện 121 – Lý Bột, Trương Trọng Phương, Bùi Lân, Lý Trung Mẫn, Lý Cam, Cao Nguyên Dụ, Lý Hán, Lý Cảnh Kiệm truyện
- Liệt truyện 122 – Lệnh Hồ Sở, Ngưu Tăng Nhụ, Tiêu Phủ, Lý Thạch truyện
- Liệt truyện 123 – Trịnh Đàm, Trần Di Hành, Lý Thân, Lý Hồi, Lý Giác, Lý Cố Ngôn truyện
- Liệt truyện 124 – Lý Đức Dụ truyện
- Liệt truyện 125 – Hiến Tông nhị thập tử, Mục Tông ngũ tử, Kính Tông ngũ tử, Văn Tông nhị tử, Vũ Tông ngũ tử, Tuyên Tông thập nhất tử, Ý Tông bát tử, Hy Tông nhị tử, Chiêu Tông thập tử - Huệ Chiêu Thái tử Trữ - Lễ vương Uẩn, Thẩm vương Tông, Dương vương Hãn, Giáng vương Ngộ, Kiến vương Khác, Phu vương Cảnh Đẳng, Hoài Ý Thái tử Thấu, An vương Dung, Điệu Hoài Thái tử Phổ, Lương vương Hưu Phục, Nhượng vương Chấp Trung, Kỷ vương Ngôn Dương, Trần vương Thành Mỹ, Trang Khác Thái tử Vĩnh, Tưởng vương Tông Kiệm, Vũ Tông ngũ tử, Tuyên Tông thập nhất tử, Ý Tông bát tử, Hy Tông nhị tử, Đức vương Dụ, Lệ vương Vũ Đẳng, Tự Tương vương Vũ, Chu Mân, Vương Hành Du truyện
- Liệt truyện 126 – Lý Tông Mẫn, Dương Tự Phục, Dương Ngu Khanh, Mã Thực, Lý Nhượng Di, Ngụy Tuấn, Chu Trì, Thôi Quy Tùng, Trịnh Túc, Lư Thương truyện
- Liệt truyện 127 – Thôi Thận Do, Thôi Hồng, Lư Quân, Bùi Hưu, Dương Thu, Vi Bảo Hành, Lộ Nham, Hạ Hầu Tư, Lưu Chiêm, Lưu Triện, Tào Xác, Tất Hàm, Đỗ Thẩm Quyền, Lưu Nghiệp, Đậu Lư Triện truyện
- Liệt truyện 128 – Triệu Ẩn, Trương Tích, Lý Úy, Thôi Ngạn Chiêu, Trịnh Điền, Lư Huề, Vương Huy truyện
- Liệt truyện 129 – Tiêu Cấu, Khổng Vĩ, Vi Chiêu Độ, Thôi Chiêu Vĩ, Trương Tuấn, Chu Phác, Trịnh Khể, Lưu Sùng Vọng, Từ Ngạn Nhược, Lục Ỷ, Liễu Xán truyện
- Liệt truyện 130 – Chu Khắc Dung, Lý Tái Nghị, Dương Chí Thành, Trương Trọng Vũ, Trương Duẫn Thân, Trương Công Tố, Lý Khả Cử, Lý Toàn Trung truyện
- Liệt truyện 131 – Sử Hiến Thành, Hà Tiến Thao, Hàn Duẫn Trung, Lạc Ngạn Trinh, La Hoằng Tín truyện
- Liệt truyện 132 – Vương Trọng Vinh, Vương Xứ Tồn, Chư Cát Sảng, Cao Biền, Thì Phổ, Chu Tuyên truyện
- Liệt truyện 133 – Độc Cô Hoài Ân, Đậu Đức Minh, Trưởng Tôn Sưởng, Võ Thừa Tự, Vi Ôn, Vương Nhân Kiểu, Ngô Tự, Đậu Du, Liễu Thịnh, Vương Tử Nhan truyện
- Liệt truyện 134 – Dương Tư Uất, Cao Lực Sĩ, Lý Phụ Quốc, Trình Nguyên Chấn, Ngư Triều Ân, Đậu Văn Trường, Hoắc Tiên Minh, Câu Văn Trân, Thổ Đột Thừa Thôi, Vương Thủ Trừng, Điền Lệnh Tư, Dương Phục Quang, Dương Phục Cung truyện
- Liệt truyện 135 thượng – Lương lại truyện quyển thượng – Vi Nhân Thọ, Trần Quân Tân, Trương Duẫn Tể, Lý Đồng Khách, Lý Tố Lập, Tiết Đại Đỉnh, Cổ Đôn Di, Lý Quân Cầu, Thôi Tri Ôn, Cao Trí Chu, Điền Nhân Hội, Vi Cơ, Quyền Hoài Ân, Bằng Nguyên Thường, Tưởng Nghiễm, Vương Phương Dực, Tiết Quý Sưởng
- Liệt truyện 135 hạ – Lương lại truyện quyển hạ - Bùi Hoài Cổ, Trương Tri Kiển, Dương Nguyên Diễm, Nghê Nhược Thủy, Lý Tuấn, Dương Kiệu, Tống Khánh Lễ, Khương Sư Độ, Cường Tuần, Phan Hảo Lễ, Dương Mậu Khiêm, Dương Sưởng, Thôi Ẩn Phủ, Lý Thượng Ẩn, Lữ Nhân, Tiêu Định, Tưởng Duyện, Tiết Giác, Lý Huệ Đăng, Nhậm Địch Giản, Phạm Truyền Chính, Viên Tư, Tiết Bình, Diêm Tế Mỹ
- Liệt truyện 136 thượng – Khốc lại truyện quyển thượng – Lai Tuấn Thần, Chu Hưng, Phó Du Nghệ, Khâu Thần Tích, Tác Nguyên Lễ, Hầu Tư Chỉ, Vạn Quốc Tuấn, Lai Tử Tuần, Vương Hoằng Nghị, Quách Phách, Cát Húc
- Liệt truyện 136 hạ – Khốc lại truyện quyển hạ - Diêu Thiệu Chi, Chu Lợi Trinh, Vương Húc, Cát Ôn, La Hy Thích, Mao Nhược Hư, Kính Vũ
- Liệt truyện 137 thượng – Trung nghĩa truyện quyển thượng – Hạ Hầu Đoan, Lưu Cảm, Thường Đạt, La Sĩ Tín, Lữ Tử Tang, Trương Đạo Nguyên, Lý Công Dật, Trương Thiện Tương, Lý Huyền Thông, Kính Quân Hoằng, Bằng Lập, Tạ Thúc Phương, Vương Nghĩa Phương, Thành Tam Lang, Duẫn Nguyên Trinh, Cao Duệ, Vương Đồng Kiểu, Tô An Hằng, Du Văn Tuấn, Vương Cầu Lễ, Yến Khâm Dung, An Kim Tàng
- Liệt truyện 137 hạ – Trung nghĩa truyện quyển hạ - Lý Đằng・Trương Giới Nhiên, Thôi Vô Bí, Lư Dịch, Tưởng Thanh, Nhan Cảo Khanh, Tiết Nguyện, Trương Tuần, Hứa Viễn, Trình Thiên Lý, Viên Quang Đình, Thiệu Chân, Phù Lân, Triệu Diệp, Thạch Diễn Phân, Trương Phi, Chân Tể, Lưu Đôn Nho, Cao Mộc, Cổ Trực Ngôn, Dữu Kính Hưu, Tân Đảng
- Liệt truyện 138 – Hiếu hữu truyện – Lý Tri Bản, Trương Chí Khoan, Lưu Quân Lương, Vương Quân Thao, Triệu Hoằng Trí, Trần Tập Nguyên, Nguyên Nhượng, Bùi Kính Di, Bùi Thủ Chân, Lý Nhật Tri, Thôi Miện, Lục Nam Kim, Trương Tú, Lương Văn Trinh, Thôi Diễn, Đinh Công Trước, La Nhượng
- Liệt truyện 139 thượng – Nho học truyện quyển thượng – Từ Văn Viễn, Lục Đức Minh, Tào Hiến, Âu Dương Tuân, Chu Tử Xa, Trương Sĩ Hành, Cổ Công Ngạn, Trương Hậu Dận, Cái Văn Đạt, Cốc Na Luật, Tiêu Đức Ngôn, Hứa Thúc Nha, Kính Bá, Lưu Bá Trang, Tần Cảnh Thông, La Đạo Tông
- Liệt truyện 139 hạ – Nho học truyện quyển hạ - Hình Văn Vĩ, Cao Tử Cống, Lang Dư Lệnh, Lộ Kính Thuần, Vương Nguyên Cảm, Vương Thiệu Tông, Vi Thúc Hạ, Chúc Khâm Minh, Quách Sơn Uẩn, Liễu Trùng, Lư Sán, Duẫn Tri Chương, Từ Đại, Tô Biện, Lục Chất, Bằng Kháng, Vi Biểu Vi, Hứa Khang Tả
- Liệt truyện 140 thượng – Văn uyển truyện quyển thượng – Khổng Thiệu An, Viên Lãng, Hạ Đức Nhân, Dữu Bão, Thái Duẫn Cung, Trịnh Thế Dực, Tạ Yển, Thôi Tín Minh, Trương Uẩn Cổ, Lưu Dận Chi, Trương Xương Linh, Thôi Hành Công, Mạnh Lợi Trinh, Đổng Tư Cung, Nguyên Tư Kính, Từ Tề Đam, Đỗ Dịch Giản, Lư Chiếu Lân, Dương Quýnh, Vương Bột, Lạc Tân Vương, Đặng Huyền Đĩnh
- Liệt truyện 140 trung – Văn uyển truyện quyển trung – Quách Chính Nhất, Nguyên Vạn Khoảnh, Kiều Tri Chi, Lưu Duẫn Tể, Phú Gia Mô, Viên Bán Thiên, Lưu Hiến, Thẩm Toàn Kỳ, Trần Tử Ngang, Tống Chi Vấn, Diêm Triều Ẩn, Cổ Tằng, Hứa Cảnh Tiên, Hạ Tri Chương, Tịch Dư, Tề Cán, Vương Cán, Lý Ung, Tôn Địch
- Liệt truyện 140 hạ – Văn uyển truyện quyển hạ - Lý Hoa, Tiêu Dĩnh Sĩ, Lục Cứ, Thôi Hạo, Vương Xương Linh, Mạnh Hạo Nhiên, Nguyên Đức Tú, Vương Duy, Lý Bạch, Đỗ Phủ, Ngô Thông Huyền, Vương Trọng Thư, Thôi Hàm, Đường Thứ, Lưu Phần, Lý Thương Ẩn, Ôn Đình Quân, Tiết Phùng, Lý Chửng, Lý Cự Xuyên, Tư Không Đồ
- Liệt truyện 141 – Phương kỹ truyện – Thôi Thiện Vi, Tiết Di, Chân Quyền, Tống Hiệp, Hứa Dận Tông, Ất Phất Hoằng Lễ, Viên Thiên Cương, Tôn Tư Mạc, Minh Sùng Nghiễm, Trương Cảnh Tàng, Lý Tự Chân, Trương Văn Trọng, Thượng Hiến Phủ, Mạnh Sân, Nghiêm Thiện Tư, Kim Lương Phượng, Trương Quả, Diệp Pháp Thiện, Tăng Huyền Trang, Thần Tú, Nhất Hàng, Tang Đạo Mậu
- Liệt truyện 142 – Ẩn dật truyện – Vương Tích, Điền Du Nham, Sử Đức Nghị, Vương Hữu Trinh, Lư Hồng Nhất, Vương Hy Di, Vệ Đại Kinh, Lý Nguyên Khải, Vương Thủ Thận, Từ Nhân Kỉ, Tôn Xử Huyền, Bạch Lý Trung, Vương Viễn Tri, Phan Sư Chính, Lưu Đạo Hiệp, Tư Mã Thừa Trinh, Ngô Quân, Khổng Thuật Duệ, Dương Thành, Thôi Cận
- Liệt truyện 143 – Liệt nữ truyện – Lý Đức Vũ thê Bùi thị, Dương Khánh thê Vương thị, Dương Tam An thê Lý thị, Ngụy Hành thê Vương thị, Phàn Hội Nhân mẫu Kính thị, Giáng châu Hiếu nữ Vệ thị, Bộc châu Hiếu nữ Cổ thị, Trịnh Nghị Tông thê Lư thị, Lưu Tịch thê Hạ Hầu thị, Sở vương Linh Quý phi Thượng Quan thị, Dương Thiệu Tông thê Vương thị, Vu Mẫn Trực thê Trương thị, Ký châu Nữ tử vương, Phàn Ngạn Sâm thê Ngụy thị, Trâu Bảo Anh thê Hề thị, Tống Đình Du thê Ngụy thị, Thôi Hội thê Lư thị, Phụng Thiên huyện Đậu thị nhị nữ, Lư Phủ thê Lý thị, Trâu Đãi Chinh thê Bác thị, Lý Thoan thê, Đổng Xương Linh mẫu Dương thị, Vi Ung thê Lan Lăng huyện Quân Tiêu Thị, Hành Phương Hậu thê Vũ Xương huyện quân Trình thị, Nữ đạo sĩ Lý Huyền Chân, Hiếu nữ vương Hòa Tử
- Liệt truyện 144 thượng – Đột Quyết truyện quyển thượng – Thủy Tất khả hãn, Xử La khả hãn, Hiệt Lợi khả hãn, Đột Lợi khả hãn, Lý Tư Ma, Xa Tì khả hãn, Thiền Vu Hãn Hải Nhị Đô Hộ Phủ, Cốt Đốt Lộc, Mặc Xuyết, Bì Già khả hãn, Đăng Lợi
- Liệt truyện 144 hạ – Đột Quyết truyện quyển hạ - Xử La khả hãn, Xạ Quỹ khả hãn, Thống Diệp Hộ khả hãn, Mạc Hạ Đoát Hầu Khuất Lợi Sĩ Bì khả hãn, Đoát Lục khả hãn Nê Thục, Sa Bát La, Ất Bì Sa Bát La Diệp Hộ khả hãn, Ất Bì Xạ Quỹ khả hãn, A Sử Na Hạ Lỗ, A Sử Na Di Xạ, A Sử Na Bộ Chân, Đột Kị Thi Ô Chất Lặc, Tô Lộc
- Liệt truyện 145 – Hồi Hột truyện – Hồi Hột
- Liệt truyện 146 thượng – Thổ Phồn truyện quyển thượng – Thổ Phồn
- Liệt truyện 146 hạ – Thổ Phồn truyện quyển hạ - Thổ Phồn
- Liệt truyện 147 – Nam Man Tây Nam Man truyện – Lâm Ấp, Bà Lợi, Bàn Bàn, Trinh Lạp, Thủy Chân Lạp, Đà Hoàn, Ha Lăng, Đọa Hòa La, Đọa Bà Đăng, Đông Tạ, Tây Triệu, Tang Ca, Nam Bình Lão, Đông Nữ Quốc, Nam Chiếu, Phiếu Quốc
- Liệt truyện 148 – Tây Nhung truyện – Nê Bà La, Đảng Hạng Khương, Cao Xương, Thổ Dục Hồn, Yên Kì・Khâu Từ・Sơ Lặc・Vu Điền, Thiên Trúc, Kế Tân・Khang Quốc, Ba Tư, Phất Lẫm・Đại Thực
- Liệt truyện 149 thượng – Đông Di truyện – Cao Ly, Bách Tế, Tân La, Uy Quốc, Nhật Bản
- Liệt truyện 149 hạ – Bắc Địch truyện – Thiết Lặc, Khiết Đan, Hề, Thất Vi, Mạt Hạt, Bột Hải Mạt Hạt, Tập, Ô La Hồn
- Liệt truyện 150 thượng – An Lộc Sơn, Cao Thượng, Tôn Hiếu Triết, Sử Tư Minh truyện
- Liệt truyện 150 hạ – Chu Thử, Hoàng Sào, Tần Tông Quyền truyện